# Satu Nou (gmina Banca)
Satu Nou – wieś w Rumunii, w okręgu Vaslui, w gminie Banca. W 2011 roku pozostawała niezamieszkana.